# Гнатенко Лев Миколайович
Гнатенко Лев Миколайович (нар. 5 березня 1947, м. Іваново, Росія) — генерал-лейтенант, член ПППУ (з 2000); заступник Міністра Кабінету Міністрів України (09.-12.2007); віце-президент УСПП (з 11.2003); заступник голови ПППУ, голова секретаріату ПППУ.
Н. 05.03.1947 (м. Іваново, Росія); українець; батько Микола Гнатович (1905—1988) — службовець; мати Антоніна Федорівна (1920—2003) — робітниця; дружина Світлана Олексіївна (1960) — службовець; син Євген (1971) — водій; дочка Наталія (1979) — юрист; дочка Людмила (1988) — студентка.
Освіта: Київське танко-технічне училище (1965—1968); Військова академія бронетанкових військ, інженерний факультет (1971—1975); Військова академія Генштабу ЗС СРСР, загальновійськовий-стратегічний факультет (1986—1988).
Народний депутат України 5-го скликання 04.2006-11.2007 від Блоку «Наша Україна», № 52 в списку. На час виборів: віце-президент УСПП, член ПППУ. Голова підкомітету з питань законодавчого забезпечення діяльності Збройних Сил України Комітету з питань національної безпеки і оборони (з 07.2006), член фракції Блоку «Наша Україна» (з 04.2006).
- 1968—1971 — помічник начальника БТС мотострілецької дивізії, Центр. група військ, Чехословаччина.
- 1971—1975 — слухач Військової академії бронетанкових військ у Москві.
- 1975—1978 — заст. ком. полку з озброєння, мотострілецька дивізія Сибір. ВОкр.
- 1978—1983 — заст. ком. мотострілецької дивізії, Північнокавказ. ВОкр.
- 1983—1986 — заст. ком. мотострілецької дивізії, Туркестан. ВОкр., Афганістан.
- 1986 — заступник ком. мотострілецької дивізії, Одес. ВОкр.
- 1986—1988 — слухач Військової академії Генштабу ЗС СРСР.
- 1988—1990 — заступник командувача загальновійськової армії.
- 1990—1993 — заступник командувача військ Забайкалського Военного округу з озброєння.
- 1993—1998 — перший заступник начальника озброєння — начальник штабу озброєння ЗС України.
- 1998—2000 — радник Голови Верховної Ради України.
- 2000—2001 — помічник народного депутат України.
- 2001—2002 — радник Прем'єр-міністра України.
- 2002—2003 — помічник народного депутата України.

Державний службовець 1-го рангу (06.2001).
Два Ордени Червоної Зірки (1987, 1989), 17 медалей.
Захоплення: футбол, гірські лижі, театр.